# Cửu Long Thành
Cửu Long Thành (giản thể: 九龙城区; phồn thể: 九龍城區; bính âm: Jiǔlóngchéng Qū; Việt bính: gau2 lung4 sing4 keoi1) là một trong 18 quận của Hồng Kông. Quận thuộc Bán đảo Cửu Long. Dân số quận năm 2001 là 381.352 người. Đây là quận có dân trí cao thứ ba và có thu nhập bính quân cao nhất tại Cửu Long.
Sân bay trước đây của Hồng Kông, Sân bay quốc tế Khải Đức cũng nằm trong địa giới hành chính của quận, một phần diện tích của sân bay nay được tái phát triển. Năm 1982, chính quyền Hồng Kông đã chia lãnh thổ này thánh 18 quận, Cửu Long Thành và các khu vực lân cận như Hồng Khám hiện thuộc về quận Cửu Long Thành
Cửu Long Thành bao gồm các khu vực: Hà Văn Điền, Hồng Khám, Sân bay Khải Đức, Cửu Long Đường, Mã Đầu Vi, Thủ Qua Loan, Hoàng Bộ Hoa Viên.